# Соколов, Михаил Иванович (генерал-лейтенант)
Михаил Иванович Соколов (1894—1956) — генерал-лейтенант артиллерии Советской Армии, участник Первой мировой, Гражданской, Испанской и Великой Отечественной войн.

## Биография

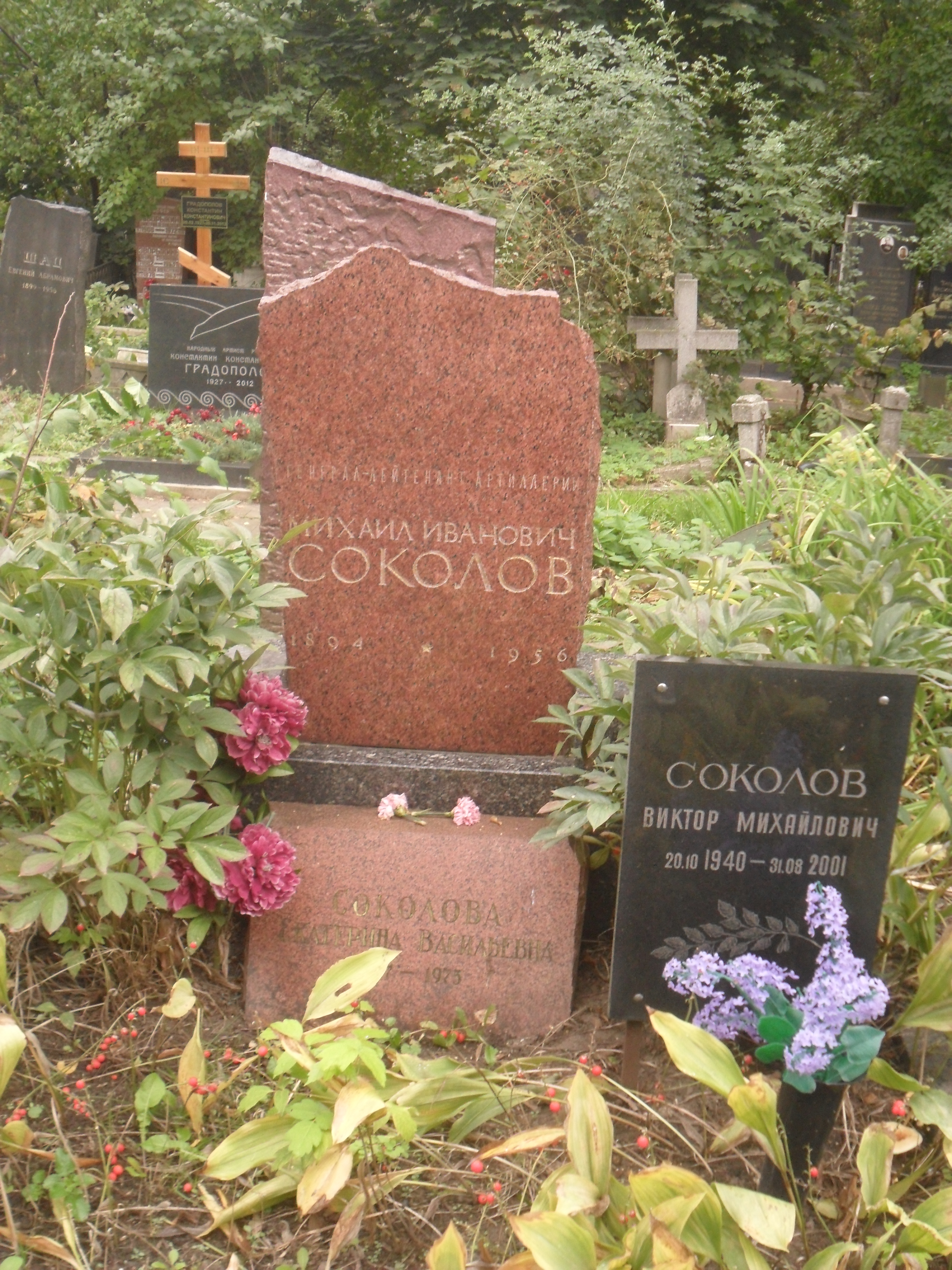
Могила Соколова на Новодевичьем кладбище Москвы.

Михаил Соколов родился 21 января 1894 года в деревне Антропцево (ныне — Островский район Костромской области). В 1904 году он окончил сельскую школу. В 1914 году Соколов был призван на службу в царскую армию, дослужился в ней до чина старшего унтер-офицера. В 1918 году Соколов добровольно пошёл на службу в Рабоче-крестьянскую Красную Армию. Участвовал в боях Гражданской войны, был ранен.
В 1927 году Соколов окончил курсы усовершенствования высшего комсостава. С мая 1932 года в звании комбрига был командиром и военным комиссаром Тамбовской объединённой военной школы артиллерийских и оружейных техников, которая в то время ещё только формировалась. Под его руководством эта школа успешно начала свою работу, наработала учебно-материальную базу, обустроила военный городок, казармы, штаб, клуб, пищеблок, мастерские, оружейный парк, организованы и утверждены учебные циклы. Руководил школой до 1932 года.
Участвовал в боях Гражданской войны в Испании. 10 января 1942 года Соколову было присвоено звание генерал-майора артиллерии, а 5 июля 1943 года — генерал-лейтенанта артиллерии. В годы Великой Отечественной войны он служил заместителем по снабжению начальника Главного артиллерийского управления РККА. В январе 1946 года Соколов был уволен в запас. Скончался в 1956 году, похоронен на Новодевичьем кладбище Москвы.
Был награждён орденом Ленина, двумя орденами Красного Знамени, орденами Кутузова 2-й степени, Отечественной войны 1-й степени, Красной Звезды, «Знак Почета», медалями 20 лет РККА, За оборону Москвы,За победу над Германией и рядом других медалей.